# Neocheiridium gullahorum
Espèce
Neocheiridium gullahorum est une espèce de pseudoscorpions de la famille des Cheiridiidae.

## Distribution
Cette espèce est endémique de Caroline du Sud aux États-Unis. Elle se rencontre sur l'île de Hilton-Head.

## Description
La femelle holotype mesure 1,12 mm et le mâle paratype 1,1 mm.

## Étymologie
Son nom d'espèce lui a été donné en référence aux Gullah.

## Publication originale
- Sammet , Kurina & Klompen, 2020 : The first Nearctic record of the genus Neocheiridium (Pseudoscorpiones: Cheiridiidae), with description of Neocheiridium gullahorum sp. n. Biodiversity Data Journal, no 8, e48278, p.  (texte intégral).